# Wybory parlamentarne na Węgrzech w 1944 roku
Wybory parlamentarne na Węgrzech w 1944 roku odbyły się w listopadzie, w zajętej przez Armię Czerwoną części Węgier. W Tymczasowym Zgromadzeniu Krajowym złożonym z 230 mandatów, które utworzono w Debreczynie, znalazło sześć ugrupowań politycznych. Jeszcze jesienią utworzono lewicowy Węgierski Narodowy Front Niepodległościowy (Magyar Nemetzi Függetlenségi Front), w którym znaleźli się komuniści, socjaldemokraci, związki zawodowe oraz partie ludowe. Wybory wygrali komuniści zdobywając 89 mandatów, 57 mandatów przypadło Niezależnej Partii Drobnych Rolników, a 42 mandaty uzyskali socjaldemokraci. W Tymczasowym Zgromadzeniu Krajowym znaleźli się również przedstawiciele Narodowej Partii Chłopskiej, którzy zdobyli 16 mandatów oraz Niezależni z 14 mandatami i Partia Mieszczańsko-Demokratyczna z 12 mandatami. W dniu 22 grudnia 1944 roku utworzono rząd Béli Dálnoki Miklósa.

## Wyniki wyborów i zmiany w liczbie mandatów na przełomie 1944/1945
| Partia polityczna                                                                                         | listopad 1944   | kwiecień 1945   | czerwiec 1945   | Łącznie mandatów |
| Partia polityczna                                                                                         | Liczba mandatów | Liczba mandatów | Liczba mandatów | Łącznie mandatów |
| --- | --------------- | --------------- | --------------- | ---------------- |
| Komunistyczna Partia Węgier (MKP)                                                                         | 89              | 36              | 41              | 166              |
| Węgierska Partia Socjaldemokratyczna (SZDP)                                                               | 42              | 38              | 45              | 125              |
| Niezależna Partia Drobnych Rolników (FKgP)                                                                | 57              | 16              | 51              | 124              |
| Narodowa Partia Chłopska (NPP)                                                                            | 16              | 6               | 20              | 42               |
| Partia Mieszczańsko-Demokratyczna (PDP)                                                                   | 12              | 6               | 3               | 21               |
| Niezależni (N)                                                                                            | 14              | 6               | 0               | 20               |
| Łącznie                                                                                                   | 230             | 108             | 160             | 498              |
| Źródło: D. Nohlen, P. Stöver, Elections in Europe: A data handbook, s. 900 i 914, ISBN 978-3-8329-5609-7. |                 |                 |                 |                  |

| Wybory parlamentarne na Węgrzech w 1944 roku | Wybory parlamentarne na Węgrzech w 1944 roku | Wybory parlamentarne na Węgrzech w 1944 roku | Wybory parlamentarne na Węgrzech w 1944 roku | Wybory parlamentarne na Węgrzech w 1944 roku |
| -------------------------------------------- | -------------------------------------------- | -------------------------------------------- | -------------------------------------------- | -------------------------------------------- |
|                                              |                                              | % głosów                                     |                                              |                                              |
| MKP                                          |                                              | 39,00                                        |                                              |                                              |
| FKgP                                         |                                              | 25,00                                        |                                              |                                              |
| SZDP                                         |                                              | 18,00                                        |                                              |                                              |
| NPP                                          |                                              | 7,00                                         |                                              |                                              |
| PDP                                          |                                              | 5,00                                         |                                              |                                              |
| N                                            |                                              | 6,00                                         |                                              |                                              |
|                                              |                                              |                                              |                                              |                                              |